# Aquilla (Ohio)
Pour les articles homonymes, voir Aquilla.
Aquilla est un village américain situé dans le comté de Geauga, dans l'Ohio. Selon le recensement de 2010, sa population est de 340 habitants.